# Enter Shikari
Enter Shikari ist eine britische Post-Hardcore-Band aus St Albans, England. Die Band selbst bezeichnet den Stil als „Trancecore“. Die Band ist nach dem Boot des Verwandten eines Bandmitglieds benannt, das „Shikari“ hieß. Außerdem bezeichnet das Wort „Shikari“ in einigen indoiranischen Sprachen einen Jäger.

## Geschichte

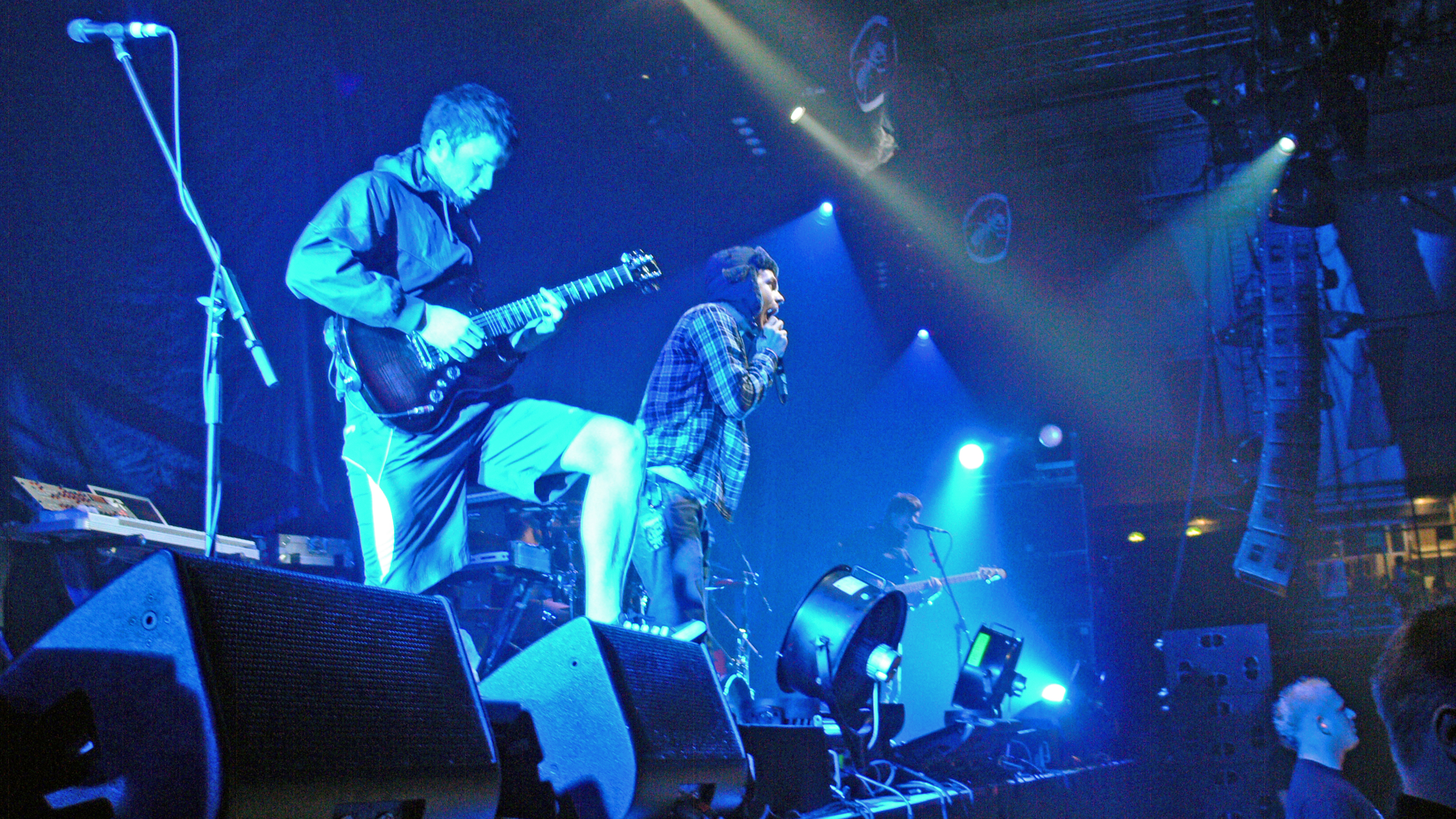
Enter Shikari live (2009)

Enter Shikari wurde 2003 in St Albans gegründet, woher auch alle Mitglieder stammen. Im Sommer 2006 spielte Enter Shikari auf dem Myspace Newcomer Festival. Seit August 2006 werden ihre Musikvideos zu Sorry You’re Not a Winner und Mothership auf MTV 2 gesendet und waren auch in den Single-Charts vertreten. Ende 2006 unterschrieben sie einen Vertrag beim Underground-Label Ambush Reality, wo Anfang 2007 ihre dritte Single Anything Can Happen in the Next Half Hour und das Album Take to the Skies erschien. 2007 gingen sie mit der Post-Hardcore-Band Alexisonfire und der Alternative-Rock-Band Billy Talent auf Tour. 2008 waren sie als Vorband der Nu-Metal-Band Linkin Park tätig. Der Song OK! Time for Plan B ist unter anderem auf dem Soundtrack zum American-Football-Computerspiel Madden 08 enthalten, Sorry You’re Not a Winner ist im Spiel NHL 08 zu hören. Take to the Skies verkaufte sich inzwischen 250.000 mal weltweit und bekam in Großbritannien eine Goldauszeichnung für den Verkauf von über 100.000 Alben. Im Juni 2007 war die Band unter anderem auf den Musikfestivals With Full Force und Rock am Ring zu sehen.
Im November 2007 erschien eine weitere EP namens The Zone, auf der unter anderem Demos und Liveaufnahmen enthalten sind. Die EP, die zwei Bonustracks enthält, soll auf etwa 4000 Stück limitiert sein. 2009 veröffentlichte sie ihr zweites Studioalbum Common Dreads. Im Januar 2010 tourte die Band erneut durch Europa und war im Sommer wiederum bei mehreren Festivals zu sehen; außerdem spielte die Gruppe Konzerte in Australien, Japan und den USA.
Das dritte Studioalbum, A Flash Flood of Colour, ist am 16. Januar 2012 erschienen. Am 28. März 2013 machte die Band die neue Single The Paddington Frisk bekannt, die am 4. April auf Youtube und am 5. April zum Kauf erschien. In kurzen Abständen von wenigen Wochen folgten darauf die neuen Singles Radiate und Rat Race, die auf der gleichnamigen Mini-Ep Rat Race zusammen mit The Paddington Frisk veröffentlicht wurden. Ihr viertes Studioalbum, The Mindsweep, wurde am 19. Januar 2015 veröffentlicht. Das Album umfasst 12 Lieder, in denen die Band Abstand zu dem im dritten Studioalbum häufig genutzten Elementen des Dubsteps nimmt.
Am 22. September 2017 erschien das fünfte Studioalbum The Spark, welches 11 Lieder beinhaltet. Erstmals arbeitete Enter Shikari mit dem Label PIAS zusammen, das das Album veröffentlichte. Vom 16. November bis 13. Dezember tourte die Band durch Europa, Nordamerika und Japan, um das neue Album vorzustellen. Am 10. Februar 2020 veröffentlichte sie die Single The Dreamer's Hotel; am 17. April 2020 folgte das neue Album Nothing Is True & Everything Is Possible.

## Stil
In der Musik dominieren die Anteile des Hardcore, der Synthesizer füllt meist die Bridges und wird für die Melodie eingesetzt. Zusätzlich sind Effekte zu finden. Seit dem Album Common Dreads finden sich auch des Öfteren Dubstep-Elemente in den Liedern wieder. Der Gesang ist, wie im Hardcore üblich, klar oder geshoutet bzw. gescreamt, zusätzlich finden sich viele Elemente des Sprechgesangs in den Clean-Parts (den klar gesungenen Stellen). Auf dem Album The Spark fand eine Stiländerung in Richtung Alternative Rock statt.
Die Texte sind oft politisch motiviert und gesellschaftskritischer Natur.

## Diskografie
Studioalben

| Jahr | Titel Musiklabel                                        | Höchstplatzierung, Gesamtwochen, AuszeichnungChartplatzierungen (Jahr, Titel, Musiklabel, Platzierungen, Wochen, Auszeichnungen, Anmerkungen) | Höchstplatzierung, Gesamtwochen, AuszeichnungChartplatzierungen (Jahr, Titel, Musiklabel, Platzierungen, Wochen, Auszeichnungen, Anmerkungen) | Höchstplatzierung, Gesamtwochen, AuszeichnungChartplatzierungen (Jahr, Titel, Musiklabel, Platzierungen, Wochen, Auszeichnungen, Anmerkungen) | Höchstplatzierung, Gesamtwochen, AuszeichnungChartplatzierungen (Jahr, Titel, Musiklabel, Platzierungen, Wochen, Auszeichnungen, Anmerkungen) | Höchstplatzierung, Gesamtwochen, AuszeichnungChartplatzierungen (Jahr, Titel, Musiklabel, Platzierungen, Wochen, Auszeichnungen, Anmerkungen) | Anmerkungen                                              |
| Jahr | Titel Musiklabel                                        | DE | AT | CH | UK | US | Anmerkungen                                              |
| ---- | ------------------------------------------------------- | --- | --- | --- | --- | --- | -------------------------------------------------------- |
| 2007 | Take to the Skies Ambush Reality                        | DE93 (1 Wo.)DE | — | — | UK4 Gold · (7 Wo.)UK | — | Erstveröffentlichung: 19. März 2007 Verkäufe: + 100.000  |
| 2009 | Common Dreads Ambush Reality                            | DE96 (1 Wo.)DE | — | — | UK16 Silber · (2 Wo.)UK | — | Erstveröffentlichung: 15. Juni 2009 Verkäufe: + 60.000   |
| 2012 | A Flash Flood of Colour Ambush Reality                  | DE23 (1 Wo.)DE | AT35 (1 Wo.)AT | — | UK4 Silber · (3 Wo.)UK | US67 (1 Wo.)US | Erstveröffentlichung: 16. Januar 2012 Verkäufe: + 60.000 |
| 2015 | The Mindsweep Ambush Reality                            | DE17 (1 Wo.)DE | AT29 (1 Wo.)AT | CH66 (1 Wo.)CH | UK6 Silber · (5 Wo.)UK | US166 (1 Wo.)US | Erstveröffentlichung: 19. Januar 2015 Verkäufe: + 60.000 |
| 2017 | The Spark Ambush Reality                                | DE60 (1 Wo.)DE | AT50 (1 Wo.)AT | — | UK5 (2 Wo.)UK | — | Erstveröffentlichung: 22. September 2017                 |
| 2020 | Nothing Is True & Everything Is Possible Ambush Reality | DE35 (2 Wo.)DE | AT64 (1 Wo.)AT | CH50 (1 Wo.)CH | UK2 (2 Wo.)UK | — | Erstveröffentlichung: 17. April 2020                     |
| 2023 | A Kiss for the Whole World Ambush Reality               | DE13 (1 Wo.)DE | — | — | UK1 (1 Wo.)UK | — | Erstveröffentlichung: 21. April 2023                     |